# Саммергілл (Пенсільванія)
Саммергілл (англ. Summerhill) — місто (англ. borough) в США, в окрузі Кембрія штату Пенсільванія. Населення — 479 осіб (2020).

## Географія
Саммергілл розташований за координатами 40°22′35″ пн. ш. 78°45′41″ зх. д. / 40.37639° пн. ш. 78.76139° зх. д. (40.376397, -78.761479).  За даними Бюро перепису населення США в 2010 році місто мало площу 0,86 км², з яких 0,85 км² — суходіл та 0,01 км² — водойми.

## Демографія
Згідно з переписом 2010 року, у селищі мешкало 490 осіб у 220 домогосподарствах у складі 139 родин. Густота населення становила 568 осіб/км².  Було 233 помешкання (270/км²).
Расовий склад населення:
| - 99,8 % — білих |

До двох чи більше рас належало 0,2 %. Частка іспаномовних становила 0,8 % від усіх жителів.
За віковим діапазоном населення розподілялося таким чином: 20,6 % — особи молодші 18 років, 60,6 % — особи у віці 18—64 років, 18,8 % — особи у віці 65 років та старші. Медіана віку мешканця становила 43,2 року. На 100 осіб жіночої статі у селищі припадало 84,2 чоловіків;  на 100 жінок у віці від 18 років та старших — 81,8 чоловіків також старших 18 років.
Середній дохід на одне домашнє господарство  становив 55 759 доларів США (медіана — 46 563), а середній дохід на одну сім'ю — 66 235 доларів (медіана — 57 917). Медіана доходів становила 42 222 долари для чоловіків та 39 167 доларів для жінок. За межею бідності перебувало 2,7 % осіб, у тому числі 2,2 % дітей у віці до 18 років та 4,2 % осіб у віці 65 років та старших.
Цивільне працевлаштоване населення становило 217 осіб. Основні галузі зайнятості: освіта, охорона здоров'я та соціальна допомога — 36,9 %, транспорт — 10,6 %, виробництво — 10,1 %, роздрібна торгівля — 9,7 %.